# تیبدوو (لوئیزیانا)
تیبدوو (به انگلیسی: Thibodaux) شهری در ایالت لوئیزیانا کشور ایالات متحده آمریکا است که جمعیت آن در سرشماری سال ۲۰۱۰ میلادی، ۱۴٬۵۶۶ نفر بوده‌است.